# Fethiye

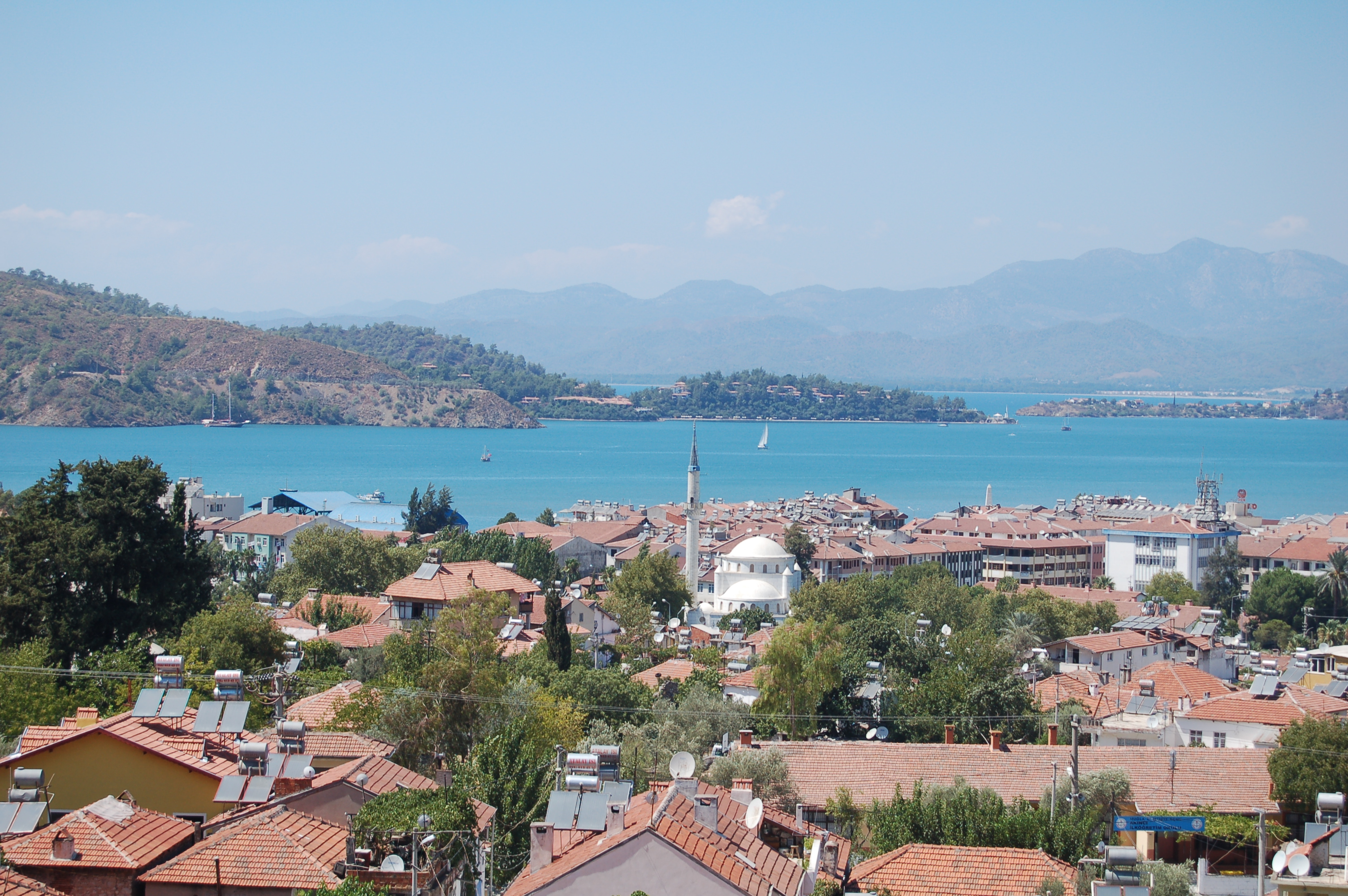
Blick auf die Stadt

Fethiye ist eine Stadtgemeinde (Belediye) im gleichnamigen Ilçe (Landkreis) der Provinz Muğla in der türkischen Ägäisregion und gleichzeitig ein Stadtbezirk der 2012 gebildeten Büyükşehir belediyesi Muğla (Großstadtgemeinde/Metropolprovinz). Seit der Gebietsreform ab 2013 ist die Gemeinde flächen- und einwohnermäßig identisch mit dem Landkreis.

## Geographie
Die Stadt liegt in einer Ebene zwischen dem Golf von Fethiye und dem Fuß des Mendos Dağı, einem Ausläufer des südwestlichen Taurus (türkisch: Batı Toroslar). Hafen und Altstadt sind vom offenen Meer hinter der Halbinsel des Oyuktepe und der Şövalye Adası (Ritterinsel), die südlichste einer Kette von zwölf Inseln, geschützt. Von der westlichen Bucht von Karagözler, am Übergang zur Oyuktepe, zieht sich die Ebene keilförmig etwa 25 Kilometer in nördliche und östliche Richtung. Im Norden hebt sich das bis 2418 Meter hohe Boncuk-Massiv (Boncuk Dağları). Südlich streckt sich bis zum Tal des Eşen Çayı das Vorgebirge des Babadağ (1969 Meter). Die höchste Erhebung im Umland ist mit 3024 Metern der Uyluk Tepe, etwa 45 Kilometer östlich der Stadt.

## Verwaltung
Der Kreis (bzw. Kaza als Vorläufer) bestand schon bei Gründung der Türkischen Republik 1923. Zur ersten Volkszählung 1927 wurden 33.698 Einwohner in 87 Dörfern (auf 2.920 km² Fläche), davon 3.105 im Verwaltungssitz Féthié (damalige, an das französisch angelehnte Schreibweise).
(Bis) Ende 2012 bestand der Landkreis neben der Kreisstadt aus zehn Stadtgemeinden (Belediye: Eşen, Göcek, Kadıköy, Karaçulha, Karadere, Kemer, Kumluova, Ölüdeniz, Seki und Yeşilüzümlü) sowie 72 Dörfern (Köy) in fünf Bucaks, die während der Verwaltungsreform 2013/2014 in Mahalle (Stadtviertel/Ortsteile) überführt wurden. Die 15 existierenden Mahalle der Kreisstadt blieben erhalten, während die 34 Mahalle der zehn o. g. anderen Belediye vereint und zu je einem Mahalle reduziert wurden. Durch Herabstufung dieser Belediye und der Dörfer zu Mahalle stieg deren Zahl auf 41 an. Ihnen steht ein Muhtar als oberster Beamter vor.
Ende 2020 lebten durchschnittlich 4.076 Menschen in jedem Mahalle. Die bevölkerungsreichsten davon sind
- Tuzla Mah. (16.970)
- Karaçulha Mah. (15.203)
- Patlangıç Mah. (14.374)
- Foça Mah. (10.004 Einw.)

## Etymologie
Die Stadt wurde nach 1933 zu Ehren des 1914 auf dem Flug von Istanbul nach Alexandria in der Nähe von Tiberias abgestürzten  Militärpiloten Hauptmann Fethi in Fethiye umbenannt. Bis dahin hieß sie griechisch Makri, türkisch Meğri, ursprünglich der Name der vorgelagerten Insel ('Die Große'). In der Antike war ihr Name lykisch Telebehi, griechisch Telmessos, in byzantinischer Zeit ab dem 8. Jahrhundert hieß sie Anastasiopolis nach dem Kaiser Anastasios II.

## Geschichte
Erstmals erwähnt wurde die Stadt als Kuwalapassi in einem hethitischen Text des 13. Jhs. v. Chr., neben Dalawa für Tlos, lykisch Tlawa, dann erst wieder im 5. Jahrhundert v. Chr. unter dem lykischen Namen Telebehi auf Münzen und unter dem Namen Telmessos als Mitglied des attisch-delischen Seebundes.

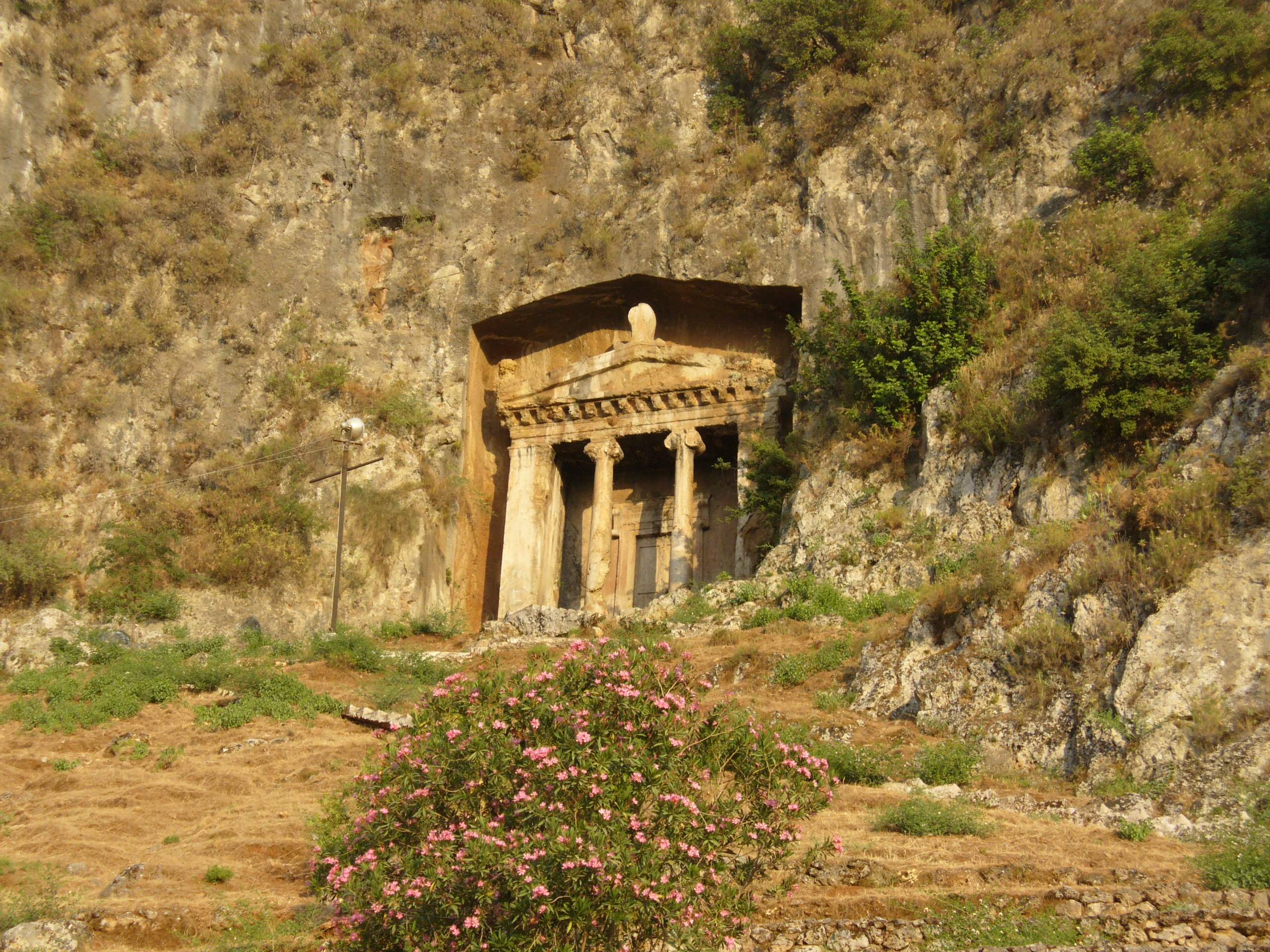
Lykische Grabkultur: Felsengrab des Amyntas

Beim Feldzug Alexander des Großen nahm dessen General Nearchos die Stadt im Jahr 334 v. Chr. ein. Nach Alexanders Tod fiel sie in den Herrschaftsbereich der Ptolemäer. Mit der Niederlage Antiochos III. im syrisch-römischen Krieg wurde Telmessos 190 v. Chr. Teil des Königreichs Pergamon, 137 v. Chr. fiel es an Rom.
Im 8. Jahrhundert wurde die nunmehr byzantinische Stadt zu Ehren des Kaisers Anastasios II. in Anastasiopolis umbenannt.
1284 eroberten die Menteşe Beyliği die Stadt. 1424 fiel sie unter Osmanische Herrschaft.  Doch auch die Johanniter, die von 1310 bis 1530 auf Rhodos ihren Sitz hatten, beanspruchten die Stadt mehrfach. Sie bauten auf der Akropolis eine Kreuzritterburg, deren Ruinen heute noch weithin sichtbar sind, und nutzten die vorgelagerte Insel Şövalye Adası als Stützpunkt ihrer Kreuzfahrerflotte. Der Name ist aus dem französischen Wort chevalier (Ritter) abgeleitet.
Nach dem Ersten Weltkrieg war Fethiye zwischen dem 11. Mai 1919 und dem 20. Juni 1920 unter italienischer Besatzung. 1924 mussten die griechischen Bewohner, die bis dato den größten Teil der Bevölkerung ausmachten, im Rahmen des Völkeraustausches durch den Vertrag von Lausanne die Stadt verlassen, wie unter anderem auch die Griechen im benachbarten Levissi / Kayaköy. Sie ließen sich in Griechenland nieder, vor allem im Ort Nea Makri in Ostattika.

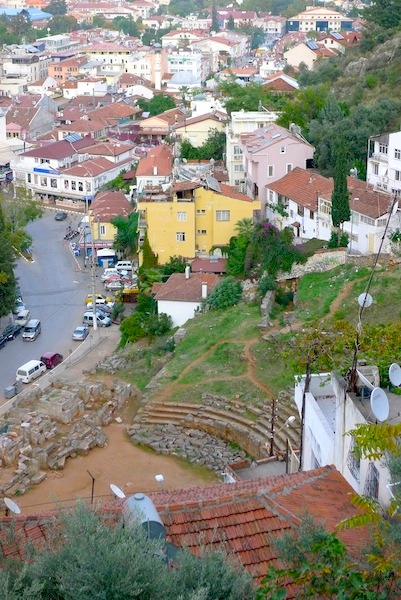
Blick über das Hellenistisches Theater auf die nach 1957 neu erbaute Altstadt

Ein schweres Erdbeben der Stärke 7,1 zerstörte am 25. April 1957 den größten Teil der Stadt, 16 Menschen wurden getötet und fast 100 verletzt. Bereits 1856 war die Stadt von einem starken Erdbeben betroffen. Im August 2004 und im Juni 2012 kam es ebenfalls zu beachtenswerten Beben mit einigen Verletzten und Schäden.

## Wirtschaft
Die Stadt ist für die Anwohner des Umlands wichtiges Einkaufs- und Versorgungszentrum sowie ein großer Marktplatz, an dem insbesondere Bauern ihre Produkte aus der fruchtbaren Umgebung anbieten. Es gibt einige Gewerbegebiete und hunderte kleiner Werkstätten, doch kaum Industrie. Im westlichen Teil des Hafens, an der Bucht von Karagözler, liegen noch einige Werften.
Hauptwirtschaftszweig ist der Tourismus. Die meisten Hotelanlagen sowie der mit fünf Kilometer längste Strand der Stadt befinden sich in dem nördlichen Vorort Çalış. Auch der Hafen steht ganz im Zeichen des Tourismus, hunderte Ausflugsschiffe bieten Touren zu den umliegenden Inseln und Buchten. Touristischer Anziehungspunkt 14 Kilometer außerhalb der Stadt ist die Bucht von Ölüdeniz und deren türkisblaue Lagune.

## Verkehr
Vom zentralen Busbahnhof (Otogar) aus bestehen rund um die Uhr Busverbindungen zu den meisten großen Städten des Landes (u. a. Istanbul, Ankara, Izmir und Antalya). Der internationale Flughafen Dalaman ist etwa 50 Kilometer entfernt.
Während der Saison (März bis Oktober) verkehrt eine Fähre zur griechischen Insel Rhodos. Neben dem kleinen Wirtschaftshafen befinden sich eine von Weltenbummlern gern zum Überwintern genutzte Marina sowie mehrere Tauchbasen.

## Sehenswürdigkeiten

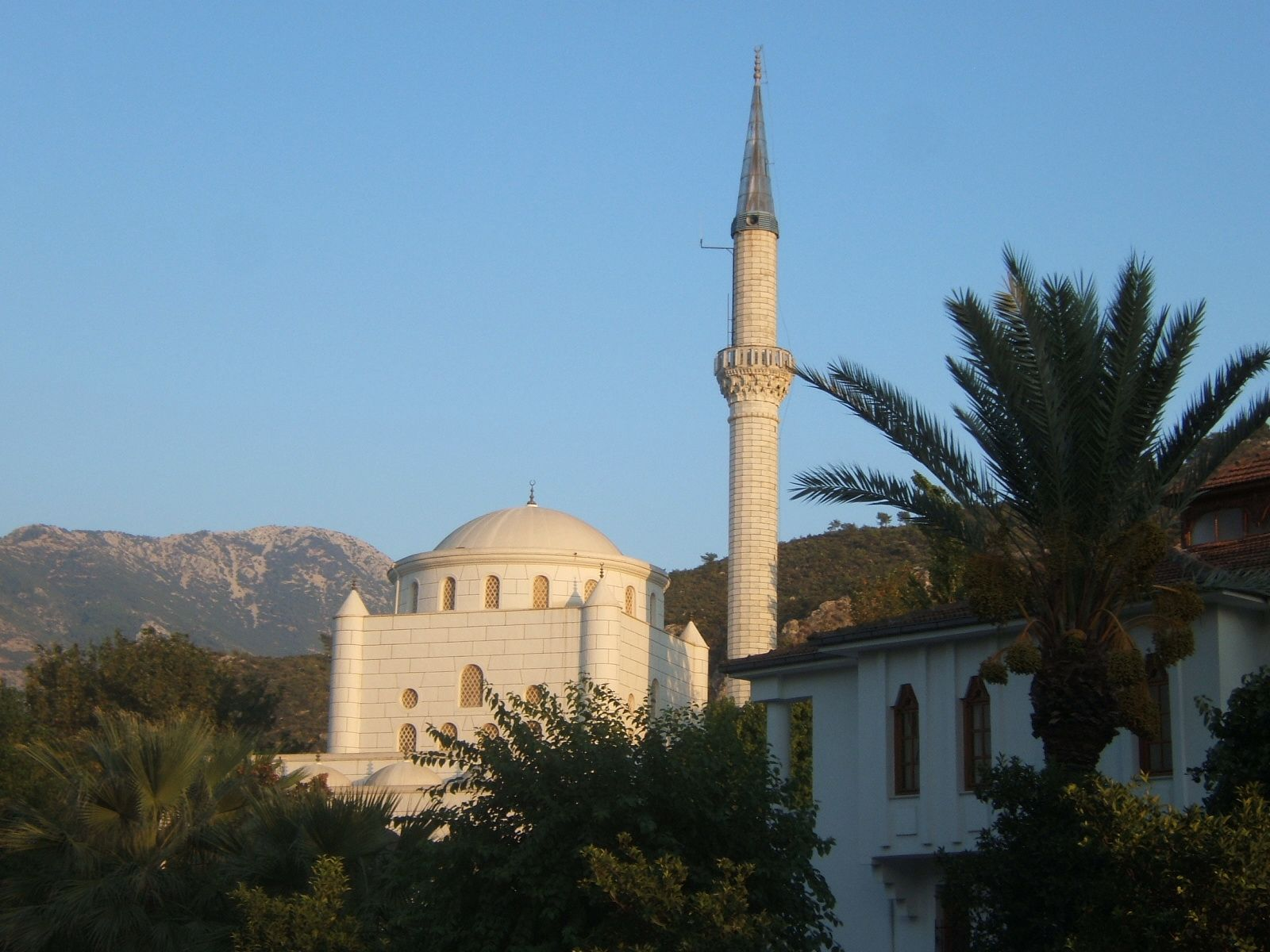
Die weiße Moschee im Zentrum von Fethiye

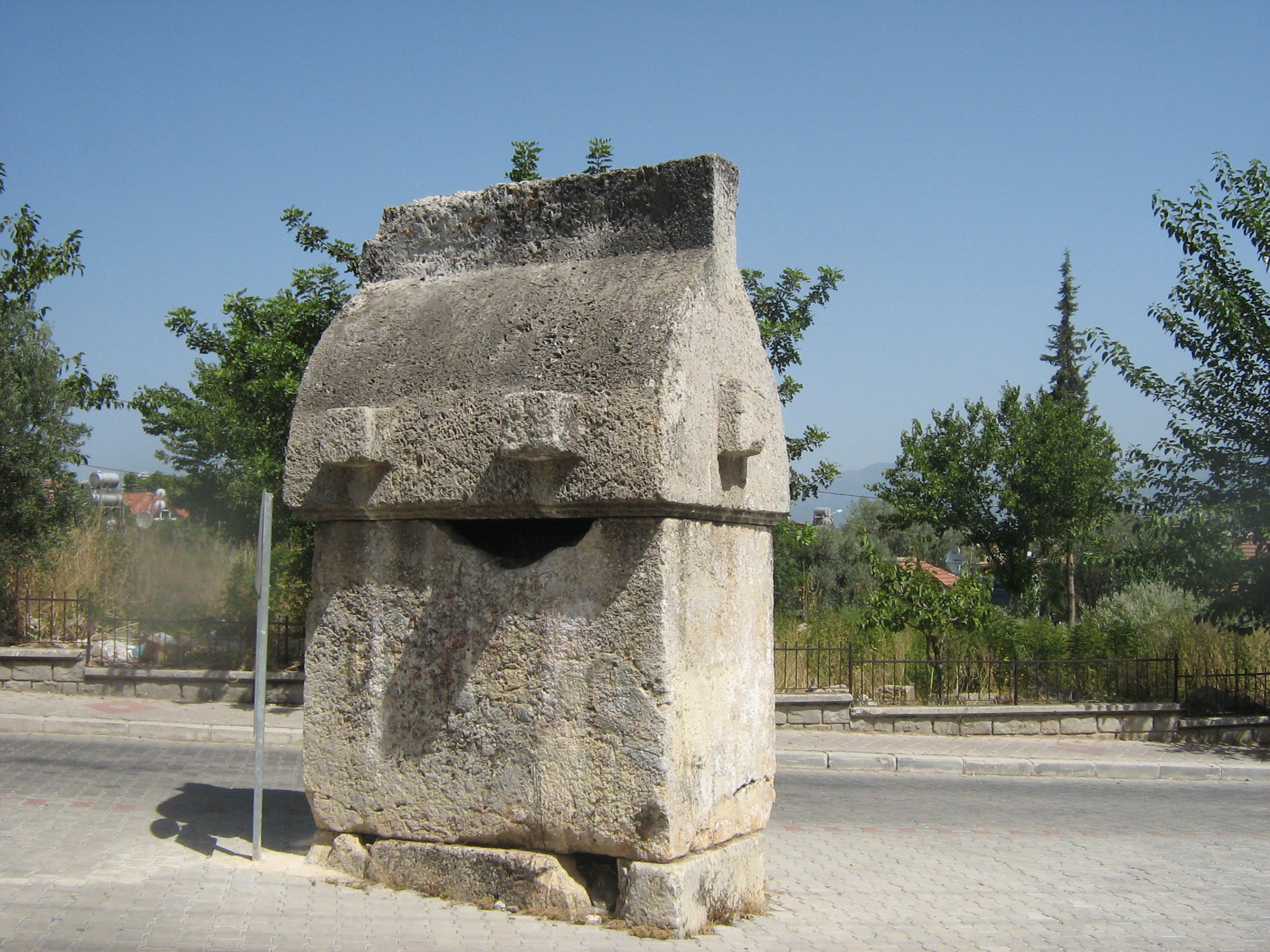
Lykischer Sarkophag auf einer Straße in Fethiye

- Der alttürkische und teilweise noch antike Stadtkern wurde beim Erdbeben von 1957 größtenteils zerstört. Der Wiederaufbau erfolgte in einem zweckdienlichen Stil. Östlich des Hafens liegt das Basarviertel; es ist mit zahlreichen Restaurants, Bars und Läden weitgehend auf Tourismus ausgerichtet.
- Im Altstadtbereich erhalten geblieben ist das traditionelle Eski Hamam aus dem 16. Jahrhundert.
- Erhalten ist zudem die alte Moschee Eski Cami, die Cezayirli Hasan Paşa 1791 hatte bauen lassen.
- Als Hauptsehenswürdigkeit gelten die Felsengräber, die in der lykischen Zeit oberhalb des Stadtzentrums in die Felswände gemeißelt wurden. Neben einfachen Kammergräbern finden sich auch Eingänge in der Gestaltung von Tempelfassaden. Am ausgeprägtesten ist das Grab des Amyntas aus dem 4. Jahrhundert v. Chr.
- Verstreut über die Stadt befinden sich einige lykische und römisch-lykische Giebelsarkophage in situ. Sie stehen auf Wegen, Plätzen, in einem Wohngebiet auch mitten auf einer Straße, andere sind in die Mauern von Gebäuden einbezogen.
- Ebenfalls auf Felsen oberhalb der Stadt, einem Akropolisplateau, steht die Ruine der im 15. Jahrhundert von Rittern des Rhodischen Johanniterordens mit Unterstützung der Genueser erbauten Johanniterburg. Teilweise ist hier gut zu erkennen, dass Reste einer weit älteren Bebauung mit einbezogen wurden.
- Sehenswürdig ist zudem die Ruine des hellenistischen Theaters, das in der Mitte des 19. Jahrhunderts von dem französischen Gelehrten Charles Texier gezeichnet wurde. Die Anlage ohne Bühnenhaus entspricht einem frühen Bautypus. Bei einem Erdbeben 1856 kam es jedoch zu weitgehenden Zerstörungen und Verschüttungen. In der zweiten Hälfte der 1990er Jahre konnte es von Archäologen der Universität Istanbul erneut freigelegt werden.
- Die Stadt hat ein kleines Archäologisches Museum, erbaut 1962. Als interessantestes Exponat gilt die Trilingue vom Letoon, eine Stele mit einer Dreispracheninschrift in lykischer, griechischer und aramäischer Schrift. Daneben ist auch die kleine, karisch-griechische Bilingue von Kaunos von Bedeutung, auch für die Entzifferung der karischen Schrift.

## Sonstiges
Fethiyespor ist der 1933 gegründete Fußballverein der Stadt. Die Spieler werden von ihren Fans oft als Akdeniz'in Şimşekleri (dt.: Die Blitze vom Mittelmeer) oder Apaçiler (dt.: Die Apachen) bezeichnet.

## Söhne und Töchter der Stadt
- Yunus Nadi Abalıoğlu (1879–1945), türkischer Journalist und Gründer der Tageszeitung Cumhuriyet
- Ersin Akdeniz (* 1987), türkischer Fußballtorhüter
- Ali Özek (1932–2021), türkischer islamischer Theologe und Hochschullehrer
- Selçuk Özkan (* 1985), türkischer Fußballspieler
- Ülker Radziwill (* 1966), deutsche Politikerin
- Ümmügülsüm Bedel (* 1995), Handballspielerin